# Киргизская (порода кур)
Киргизская, или киргизская серая, — одна из пород кур, созданных в СССР. Относится к породам мясо-яичного типа продуктивности. Выведена на территории Киргизской ССР в Киргизском институте животноводства, где проводили скрещивание и целенаправленную селекцию завезённых птиц следующих пород: белый леггорн, нью-гемпшир, плимутрок белый и полосатый. Внутри породы впоследствии были созданы специализированные линии по нескольким направлениям: мясному, яичному, по массе яйца, воспроизводительным качествам, а также сохранности птицы. В начале 1990-х годов, по данным сельхозпереписи, общая численность этой породы составляла 234 685 голов, и она была распространена преимущественно в Кыргызстане.

## Описание
Как и исконный плимутрок, данная порода относится к аутосексным: светлое пятно на голове суточных цыплят в более чем 60 % случаев указывает на петушка. Живая масса взрослых кур достигает 2,7 кг, петухов доходит и до 3,5 кг. Яйценоскость в среднем составляет 160 яиц за первый год яйцекладки. Окраска оперения взрослой птицы полосатая.
Птицы киргизской породы отлично приспособлены к сухому жаркому климату и показывают хорошую продуктивность в высокогорных районах. Молодняк породы довольно быстро растёт, достигая живой массы в среднем 0,9 кг на 9-й неделе жизни. Он также отличается высокой сохранностью (до 97 %).